# William Tanui
William Tanui, né le 22 février 1964 à Kemeloi, est un athlète kényan, pratiquant le 800 mètres. Après sa carrière, il passe lièvre professionnel en 1997 et investit ses gains dans la société de transport de touristes qu'il a créée au Kenya.

## Palmarès

### Jeux olympiques
- Jeux olympiques d'été de 1992 à Barcelone ( Espagne)
  -  Médaille d'or sur 800 m
- Jeux olympiques d'été de 1996 à Atlanta ( États-Unis)
  - 5e sur 1 500 m

### Championnats du monde d'athlétisme
- Championnats du monde d'athlétisme de 1993 à Stuttgart ( Allemagne)
  - 7e sur 800 m

### Jeux du Commonwealth
- Jeux du Commonwealth de 1990 à Auckland ( Nouvelle-Zélande)
  - 6e sur 1 500 m

### Jeux africains
- Jeux africains 1991 à Johannesburg
  -  Médaille d'or du 800 mètres

### Championnats d'Afrique d'athlétisme
- Championnats d'Afrique d'athlétisme 1990 au Caire.
  -  Médaille d'or du 800 mètres